# Dualogic

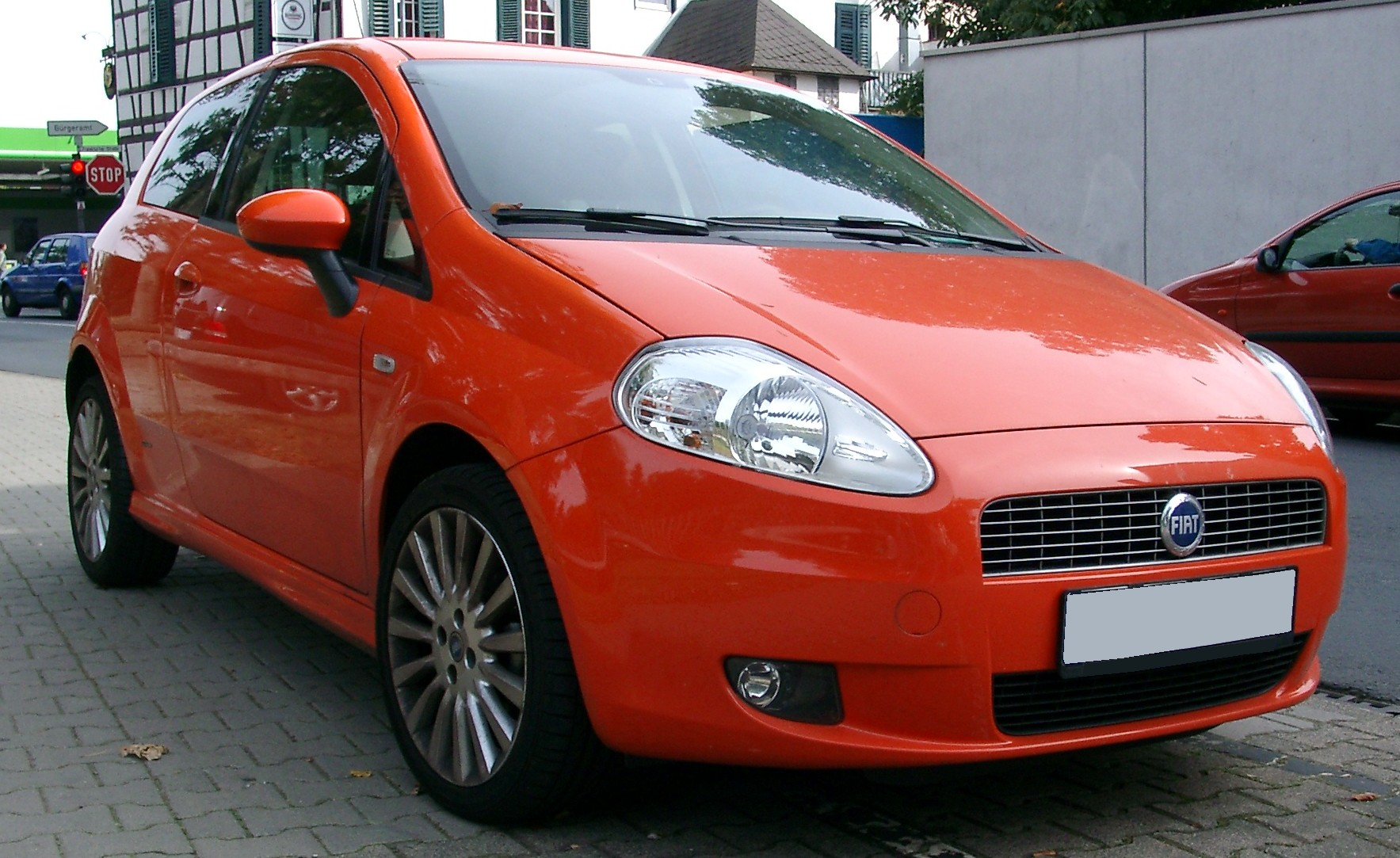
Fiat Grande Punto Dualogic

El Dualogic és un sistema de transmissió robotitzada desenvolupat per Fiat Powertrain Technologies, una empresa del grup Fiat responsable del desenvolupament i producció de motors i caixes de canvis pels fabricants d'automòbils. Es va llançar el gener de 2008, amb la segona generació del Fiat Stilo fins al final de la seva producció. El 1999, Fiat havia llançat el Fiat Citymatic, però el va retirar el 2000. El 2008, quan es va llançar Dualogic, el nou sistema va tenir un gran èxit de vendes, a diferència de Citymatic.

## Funcionament
El sistema Dualogic conté una caixa de canvis tradicional que, mitjançant un actuador electrohidràulic, automatitza l'accionament de l'embragatge i de la palanca de canvi. Tot està controlat per una central electrònica, que acciona el canvi de marxes automàticament, a part d’actuar sobre l’ embragatge de la mateixa manera que si es fes amb el peu. El sistema utilitza la tecnologia Magneti Marelli, que permet al conductor triar entre canvis de marxa automàtics o manuals. En el cas dels canvis manuals, el conductor pot fer-ho accionant les anomenades "papallones" instal·lades darrere del volant o movent la pròpia palanca de canvis. Disposa d'un sistema de control electrònic que preveu els errors del conductor i impedeix maniobres no correctes del sistema de transmissió.

### Mode semiautomàtic
En el mode semiautomàtic la inserció de les marxes s'efectua amb la palanca situada al túnel o amb lleves al volant. Al no existir el pedal de l'embragatge, les insercions es realitzen amb la palanca de canvis desplaçant-la cap endavant per passar a una marxa superior (cap al símbol «+»), i desplaçant-la cap enrere per reduir de marxa (cap al símbol «-»). Només cal un simple impuls perquè la transmissió efectuï el canvi de marxa de manera precisa i ràpida. En els vehicles equipats amb lleves al volant només cal accionar la lleva adequada.

### Mode automàtic
La gestió automàtica de sistema Dualogic disposa de dues opciona: normal i econòmica. Amb el primer programa de funcionament es pretén confort de marxa i acceleracions progressives. L'ús del segon, en canvi, té com a objectiu reduir el consum de combustible, preservant la maniobrabilitat i el confort.

## Funcions
- Rendiment esportiu: només funciona amb l’activació de la tecla "S" en mode automàtic, a velocitats més altes.

- Funció de retrocés: només en mode automàtic, amb una acceleració sobtada (o "trepitjant la part inferior"), provocarà la reducció automàtica.

- Funció de descens automàtic: funciona en tots dos modes, és la reducció automàtica que es produeix quan hi ha una frenada, el sistema reconeix la caiguda de la rotació, en què es produeix la reducció.

- Esprint esportiu: funciona en tots dos modes, amb el vehicle aturat, la pressió que s'exerceix sobre el pedal de l’accelerador i amb l’alliberament del pedal de fre fa que es produeixi aquest mode.

- Sistema de protecció del motor: funciona en mode manual, el tauler de control controla la selecció de marxes segons les revolucions i la velocitat. En cas de reducció sobtada, el sistema emet un senyal acústic i no realitza el canvi, evitant danys importants al vehicle.

- Estil de conducció: el sistema s'adapta a l'estil de conducció del conductor.

## Línia Fiat
Inicialment llançada amb el Fiat Stilo, la línia Fiat es va ampliar aviat. El segon model que va rebre el sistema Dialogic va ser el Fiat Linea, seguit aviat per la línia Palio (Strada, Palio Weekend, Palio Adventure), Fiat Idea, Fiat Bravo, Fiat Punto i Fiat 500. Les línies Fire (Palio Fire, Siena Fire, Strada Fire, Mille Fire), Uno, Fiorino i les versions T-Jet (Punto, Linea, Bravo) no van rebre aquest canvi.
| Vehicles equipats amb Dualogic |
| ------------------------------ |
| Fiat 500                       |
| Fiat Bravo                     |
| Fiat Doblò                     |
| Fiat Grand Siena               |
| Fiat Idea                      |
| Fiat Linea                     |
| Fiat Palio                     |
| Fiat Palio Weekend             |
| Fiat Punto                     |
| Fiat Stilo                     |
| Fiat Strada                    |
| Fiat Argo                      |
| Fiat Cronos                    |

## Dualogic Plus
El mes de maig de 2012, Fiat va presentar, juntament amb la nova versió Sporting, de Fiat Bravo, millores tècniques respecte a la versió anterior, per remarcar la versió, es va incorporar el cognom "Plus", indicant que s'incorporaven nous programes al sistema:
- Rastrejant: quan es deixa anar el pedal del fre, el vehicle es mou a 7,5 km/h, el mateix efecte que la caixa de canvis automàtica convencional.

- Engranatge de canvi parabòlic: reducció del canvi de marxes controlat electrònicament. Quan es condueix esportivament, es transmeten lleugeres sacsejades per donar una sensació d’esportivitat.

- Auto-up Shift Abort: en rebre una pressió elevada sobre el pedal de l’accelerador, el sistema reconeix la necessitat de potència, on es baixa un engranatge per proporcionar parell (Exemple: la cinquena marxa passa a la quarta marxa). Si és a baixa pressió, es manté el mateix engranatge.

## GSR - Comfort
Els mes de març de 2017, Fiat va presentar la caixa de canvis GSR, que significa Gear Smart Ride, que és bàsicament el mateix Dualogic Plus amb les següents millores tècniques disponibles en el model Mobi.
- Estabilització de marxes: la caixa de canvis és capaç d’inhibir un canvi automàtic cap amunt quan es considera innecessari, reduint el nombre de canvis en un període.

- Classificació de marxes: reducció de la inèrcia de l'actuador d'acoblament durant la sincronització de marxes, reduint el soroll característic de la transmissió durant els canvis.

- Augment de la velocitat de ralentí en pendents: el tauler de control rep la informació d’inclinació i augmenta la velocitat de ralentí fins a 1.580 rpm, si cal. Això només es produeix quan el conductor comença a deixar anar el pedal del fre, en models sense assistent d’arrencada en rampa.

- Calibració de la reserva de parell durant el canvi de marxa: en el cas de desplaçar-se cap amunt, hi ha un petit augment de la velocitat abans d’engegar la marxa següent, cosa que augmenta la comoditat i evita el "pas" conegut dels automàtics.

Al maig de 2017, Fiat va presentar el model Fiat Argo equipat amb un motor 1.3 i transmissió automàtica GSR i el 2018 el model Fiat Chronos, versió berlina del Fiat Argo, també equipat amb motor 1.3 i transmissió automatitzada GSR